# Deutschland-Kurier
Der Deutschland-Kurier ist eine seit Juli 2017 in Deutschland erscheinende Publikation, die zunächst vom AfD-nahen Verein zur Erhaltung der Rechtsstaatlichkeit und bürgerlichen Freiheiten auch gedruckt herausgegeben wurde. Die letzte nachgewiesene Druckausgabe stammt vom 19. Dezember 2018. Seit Oktober 2018 wird eine Conservare Communications GmbH mit Sitz in Hamburg als Herausgeber angegeben. Chefredakteur und Geschäftsführer ist David Bendels.

## Inhalt
Die Veröffentlichung gilt als Unterstützerzeitung der AfD. Der Herausgeber kündigte sie als „konservatives Boulevard-Blatt“ an. Der neue Herausgeber ab 2018, die Conservare Communications, nennt unter anderem „Politikberatung, Unternehmensberatung, politische Kommunikation, politisches Marketing, Unternehmenskommunikation, strategische Kommunikation“ als Tätigkeitsfelder.
Der Medienwissenschaftler Lutz Frühbrodt erklärte im Deutschlandfunk, schon die Auswahl der Kolumnisten sei Indiz dafür, dass der Deutschland-Kurier mit der AfD verbunden sei, auch wenn er nicht institutionell an die Partei gebunden ist. Die Beiträge seien auf jeden Fall AfD-nah, wenn nicht sogar dem völkisch-nationalistischen „Flügel“ der Partei zuzuordnen. Inhaltlich gehe es vor allem um „Meinungs- und Kampagnen-Journalismus“. Frühbrodt geht davon aus, dass mit dem Deutschland-Kurier ältere Wähler für die AfD erschlossen und gebunden werden sollen, die „nicht ganz so internetaffin“ seien.
Der Medienbranchendienst Meedia beurteilt die Publikation als „Paradebeispiel für ein Medium mit gefärbten Nachrichten“, da Meinungsbeiträge nicht als solche gekennzeichnet und nicht klar von Nachrichten getrennt präsentiert würden. Es werde nichts geboten, was „über plumpes Stammtischniveau“ hinausgehe. Das von Lobbycontrol betriebene Onlinelexikon Lobbypedia beurteilt den Deutschland-Kurier „als Fortsetzung der Wahlwerbung für die AfD mit anderen Mitteln“. Er enthalte außer Politik keine anderen Themen.  Laut Welt fällt die Zeitung unter die Kategorie „rechtsnationaler Extrem-Boulevard“, die Schlagzeilen ähnelten denen einer Satire-Zeitschrift, seien aber ernst gemeint. Die NZZ am Sonntag bezeichnete den Deutschland-Kurier als eine „«Bild» für AfD-Wähler“, in der Wirtschaftswoche wird er als „Mischung aus Breitbart und Bild“ bezeichnet.
Das Recherchezentrum Correctiv hat nachgewiesen, dass als Fakten dargestellte Behauptungen in der ersten Ausgabe unzutreffend waren. Zudem waren angegebene Zahlen überhöht oder bereits veraltet.

## Herausgeber
Herausgegeben wurde der Deutschland-Kurier bis Oktober 2018 vom Verein zur Erhaltung der Rechtsstaatlichkeit und bürgerlichen Freiheiten. Dieser hatte zuvor bereits die kostenlose Flugschrift Extrablatt als Wahlkampfhilfe für die AfD herausgegeben und die Partei mit millionenschwerer Wahlwerbung unterstützt. Vorsitzender und Sprecher des Vereins ist der PR-Berater David Bendels, der gleichzeitig Chefredakteur der Publikation ist.
Seit Oktober 2018 wird als neuer Herausgeber die Conservare Communications GmbH genannt, deren Geschäftsführer ebenfalls David Bendels ist.
Gestaltung, Grafik und Satz wurden – wie auch schon beim Vorgänger Extrablatt – von der Schweizer Goal AG des PR-Beraters Alexander Segert konzipiert, die auch für die Wahlwerbung der rechtspopulistischen Schweizerischen Volkspartei verantwortlich ist.

## Geschichte
Erstmals wurde der Deutschland-Kurier in Berlin im Juli 2017 in zwei Etappen mit einer Gesamtauflage von 600.000 Stück kostenlos verteilt. Es war ursprünglich geplant, das Blatt später auch als reguläre Wochenzeitung in den Handel zu bringen und Abonnements anzubieten. Mehrmals wurde der Deutschland-Kurier als Beilage von Anzeigenblättern vor Wahlkämpfen verteilt.
Da Logo und Layout des Deutschland-Kuriers denen ihres Berliner Kuriers zu ähnlich seien, beantragte die DuMont Mediengruppe im Jahr 2017 beim Landgericht Köln ohne Erfolg eine einstweilige Verfügung. Das Gericht lehnte den Antrag ab, denn es sah „den Titel nicht als markenverletzend“ an und die Zeitungstitel seien hinreichend unterscheidbar.
Die letzte Druckausgabe, die in der Zeitschriftendatenbank der Deutschen Nationalbibliothek verzeichnet ist, stammt vom 19. Dezember 2018. Seither erscheint der Deutschland-Kurier nur noch online.
Anfang 2021 verschickten die Landesmedienanstalten sogenannte Hinweisschreiben an verschiedene Online-Medien, darunter auch den Facebook-Auftritt des Deutschland-Kuriers, wegen des Verdachts, gegen journalistische Grundsätze verstoßen zu haben. Als schärfste mögliche Sanktion wird das Entfernen der bemängelten Inhalte genannt.

## Autoren
Folgende bekannte Personen wurden 2018 im Netzauftritt des Deutschland-Kuriers als Mitarbeiter genannt:
- Bruno Bandulet, Kolumnist der Jungen Freiheit
- Peter Bartels, früherer Bild-Chefredakteur
- Michael Klonovsky, persönlicher Referent von AfD-Chef Alexander Gauland
- der ehemalige FAZ-Redakteur und AfD-Gründungssprecher Konrad Adam
- Guido Reil (AfD)
- Rolf Schlierer, ehemaliger Landtagsabgeordneter und ehemaliger Vorsitzender der Partei Die Republikaner
- die FPÖ-Nationalratsabgeordnete und ehemalige FPÖ-Präsidentschaftskandidatin Barbara Rosenkranz.[7]

Die Zeit nannte das Redaktionsteam im Juli 2017 eine „Redaktion der Ehemaligen“.

## Kolumnisten
Unter anderem folgende Personen schreiben oder schrieben Kolumnen für den Deutschland-Kurier:
- Gunnar Beck, Jurist, Rechtsphilosoph, Dozent und Mitglied des Europäischen Parlaments (AfD)
- David Bendels
- Petr Bystron, AfD-Bundestagsabgeordneter
- Nicolaus Fest, ehemaliger Journalist (u. a. BILD), Mitglied des Europäischen Parlaments (AfD)
- Oliver Flesch, Blogger aus Palma de Mallorca
- Gerald Grosz, ehemaliger Parteivorsitzender von Bündnis Zukunft Österreich (BZÖ)
- Martin Hess, Polizeibeamter, Mitglied des Bundestags (AfD)
- Nicole Höchst, Studienrätin, Mitglied des Bundestags (AfD)
- Malte Kaufmann, Volkswirt, Mitglied des Bundestags (AfD)
- Maximilian Krah, Rechtsanwalt, Mitglied des Europäischen Parlaments (AfD)
- Norbert Kleinwächter, Mitglied des Bundestags (AfD)
- Serge Menga, deutscher politischer Aktivist und DJ (Nathan Dash)
- Jan Nolte, Bundeswehrangehöriger, Mitglied des Bundestags (AfD)
- Johannes Schüller, Identitäre Bewegung[20]
- Hans Peter Stauch, Landtagsabgeordneter (AfD)
- Erika Steinbach, Vorsitzende der Desiderius-Erasmus-Stiftung, deutsche Politikerin (AfD, ehemals CDU)
- Martin Vincentz, Arzt, Landtagsabgeordneter (AfD)
- Alexander von Wrese, AfD-Kreisvorsitzender von Mülheim/Ruhr

## Finanzierung
Der frühere Herausgeber, der Verein zur Erhaltung der Rechtsstaatlichkeit und bürgerlichen Freiheiten, wurde laut Chefredakteur David Bendels aus den Spenden der über 14.000 Unterstützer des Vereines finanziert. Es gibt jedoch Hinweise, dass AfD-nahe Spender wie August von Finck und die Schweizer PR-Agentur Goal AG von Alexander Segert involviert sind. Der Verein bestreitet das; die AfD reichte eine Hauptsacheklage gegen den Verein ein, um die Werbung für die AfD zu unterbinden. Lobby Control schätzte den Gegenwert der Pro-AfD-Kampagnen des Vereins auf einen zweistelligen Millionenbetrag.
Der Deutsche Rat für Public Relations rügte Ende 2016 unter anderem das intransparente Finanzgebaren des damals nicht eingetragenen Vereins, geht „von einer vorsätzlichen Verschleierung“ aus und stellt mehrere Verstöße gegen die Kodizes für Kommunikationsfachleute, Public-Affairs-Berater und Lobbyisten fest. Sie seien verpflichtet, „ihre Auftraggeber sowie ihre und deren Interessen jeweils offen zu legen“.